# Aimo Aaltonen
Aimo Aaltonen (10. prosince 1906 Pargas – 21. září 1987 Helsinky) byl finský komunistický politik.
V roce 1927 se stal členem Komunistické strany Finska, ale v letech 1935–1944 byl vězněn za komunistické aktivity, ale vrátil se do politiky a v letech 1944–1945 a 1948–1966 byl předsedou Komunistické strany Finska. Na čtrnáctém sjezdu strany v roce 1966 byl nahrazen Arnem Saarinenem.